# Tartrazyna
Tartrazyna (żółcień spożywcza 5, E102) – organiczny związek chemiczny, cytrynowożółty barwnik azowy produkowany głównie do celów spożywczych. Należy do syntetycznych barwników kwasowych z grupy barwników pirazolowych (pirazolonowych). Jako pierwsi otrzymali ją J.H. Ziegler i M. Locher w 1884 roku i był to pierwszy uzyskany pigment pirazolonowy. Jest dopuszczona do użytku przez amerykańską agencję FDA (mimo tego jest zakazana w niektórych krajach), która wymaga umieszczenia na opakowaniach produktów zawierających ten związek adnotacji FD&C No. 5 (Stany Zjednoczone nie stosują symboli E). Należy do tzw. szóstki z Southampton.
Dopuszczalne dzienne spożycie wynosi 7,5 mg/kg masy ciała.
Stopiona z kwasem borowym wykazuje właściwości fosforescencyjne.

## Otrzymywanie
Tartrazynę można otrzymać np.:
- przez kondensację dwóch cząsteczek kwasu 4-hydrazynylobenzenosulfonowego (NH
2NH−C
6H
4−SO
3H) z jedną cząsteczką kwasu dioksobursztynowego(inne języki) (HOOC−C(O)−C(O)−COOH);
- przez kondensację jednej cząsteczki kwasu 4-hydrazynylobenzenosulfonowego z jedną cząsteczką szczawiooctanu dietylu(inne języki) (EtOOC−C(O)−CH
2−COOEt) i sprzęganie produktu tej reakcji z kwasem 4-(chlorodiazenylo)benzenosulfonowym (ClN=N−C
6H
4−SO
3H).

## Zastosowanie

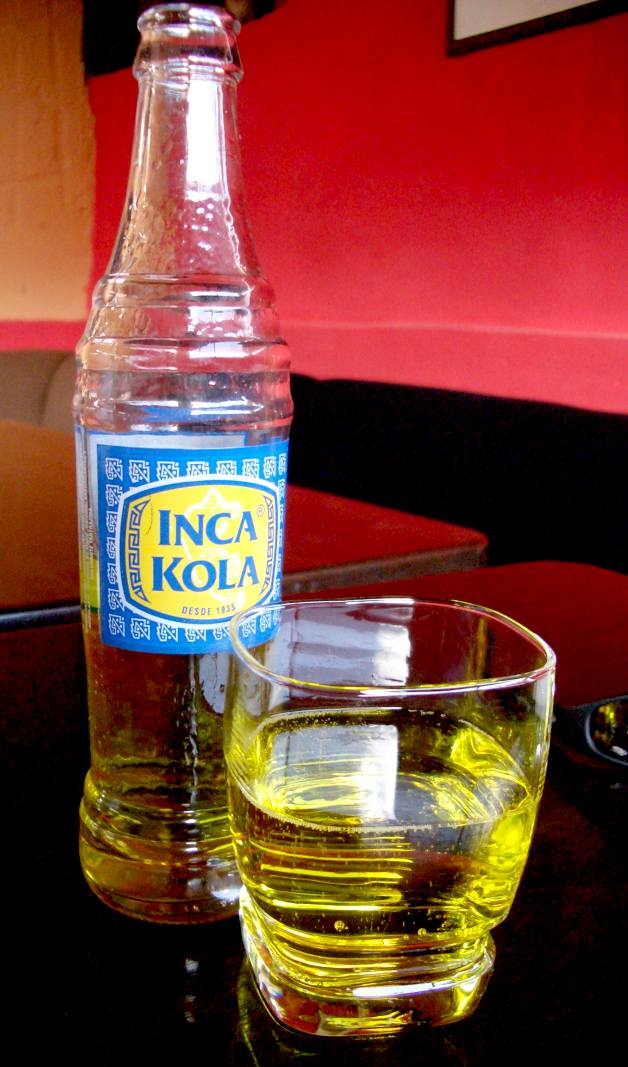
Żółty kolor Inca Koli pochodzi od tartrazyny

### Przemysł spożywczy
Tartazyną barwi się środki spożywcze przede wszystkim produkty w proszku: napoje, zupy czy polewy do deserów; ale także: wyroby cukiernicze, groszek i kukurydza konserwowa, krakersy serowe, napoje bezalkoholowe, sos miętowy, galaretki (głównie miętowe), likiery owocowe, marcepan, sos brązowy, dżemy, płatki zbożowe kasze, miód sztuczny i musztardy.

### Inne zastosowania
Jest składnikiem niektórych kosmetyków oraz barwnik do wełny i jedwabiu; papieru, galalitu, przy wytwarzaniu laków stosowanych w poligrafii, druku tapet. Dzięki barwieniu tartazyną można uzyskać wyraźny i trwały żółty kolor.

## Działanie niepożądane
Tartrazyna jest czynnikiem uwalniającym histaminę, dlatego po jej spożyciu astmatycy mogą odczuwać wzmożone objawy choroby (jest ona także odpowiedzialna za skurcze macicy, grożące poronieniem u ciężarnych). W przypadku osób z nietolerancją salicylanów (aspiryna, niektóre owoce, m.in. jagody i maliny) tartrazyna wzmaga jej objawy. Jest niezalecana dla dzieci, w połączeniu z benzoesanami (E210–215) może u nich powodować trudności w nauce, a nawet wystąpienie syndromu ADHD. U innych (nawet nieuczulonych) osób może wywoływać: pokrzywkę, zapalenie skóry, bóle głowy, katar sienny, trudności z koncentracją, depresję, wysypkę, swędzenie warg i języka, bezsenność, dezorientację, anafilaksję.
Tartrazyna nie została zaklasyfikowana przez IARC jako prawdopodobny, możliwy lub potwierdzony czynnik rakotwórczy dla ludzi.